# Serviço de armazenamento de vídeos
Um serviço de compartilhamento de vídeos é um determinado tipo de serviço surgido na Internet, frequentemente vinculado ao que se convencionou chamar de Web 2.0. Permite que usuários carreguem seus próprios vídeos, que podem então ser transmitidos por streaming por outros visitantes, mesmo sem ter o conhecimento de programação. Seu maior representante é o site YouTube, seguido pelo Dailymotion, sendo o segundo maior; Vimeo, o terceiro; e TV UOL (ou UOL Mais) como o quarto maior do mundo. Também existem sites de compartilhamento adulto.

## Descrição
As plataformas de vídeo online podem usar um modelo de negócios de software como serviço (SaaS), um modelo faça você mesmo (DIY) ou modelo de conteúdo gerado pelo usuário (UGC). O serviço de compartilhamento de vídeos vem com uma ferramenta de ponta a ponta configurada para fazer upload, codificar, gerenciar, reproduzir, estilizar, entregar, distribuir, baixar, publicar e medir a qualidade do serviço ou a qualidade da experiência do engajamento do público na experiência do conteúdo de vídeo on-line para vídeos sob demanda e entrega ao vivo.

## Influência
Nos anos 2010, com a crescente prevalência de tecnologia e Internet na vida cotidiana, os serviços de hospedagem de vídeo servem como um portal para diferentes formas de entretenimento (comédia, shows, jogos ou música), notícias, documentários e vídeos educacionais.
O conteúdo pode ser gerado por usuários, clipes amadores ou produtos comerciais. A indústria do entretenimento usa esse meio para lançar músicas e vídeos, filmes e programas de televisão diretamente ao público. Como muitos usuários não têm espaço ilimitado na Web, como serviço pago ou por meio de uma oferta de ISP, os serviços de hospedagem de vídeo estão se tornando cada vez mais populares, especialmente com a explosão da popularidade dos blogs, fóruns na Internet e outras páginas interativas.

## Suporte gratuito ao formato de vídeo
Alguns sites preferem formatos de vídeo isentos de royalties, como Theora (com Ogg) e VP8 (com WebM). Em particular, a comunidade da Wikipedia defende o formato Ogg e alguns sites agora suportam a pesquisa específica de vídeos WebM.

## Problemas de direitos autorais
Em alguns sites, os usuários compartilham filmes inteiros dividindo-os em segmentos que têm aproximadamente o tamanho do limite de duração do vídeo imposto pelo site (por exemplo, 15 minutos). Uma prática emergente é a de os usuários ofuscarem os títulos de longas-metragens que compartilham, fornecendo um título reconhecível por humanos, mas que não corresponderá nos mecanismos de pesquisa padrão. Nem sempre é óbvio para o usuário se um vídeo fornecido é uma violação de direitos autorais.

## História
A hospedagem prática de vídeo on-line e a transmissão de vídeo foram possíveis graças aos avanços na compactação de vídeo, devido aos requisitos de largura de banda impraticavelmente altos do vídeo não compactado. O vídeo digital não comprimido cru possui uma taxa de bits de 168 Mbps para vídeo SD e mais de 1 Gbps para vídeo FHD.
O algoritmo de compressão mais importante que possibilitou hospedagem e streaming de vídeos práticos é a transformada discreta de cosseno (DCT), uma técnica de compressão com perdas proposta pela primeira vez por Nasir Ahmed, em 1972.
O algoritmo DCT é a base do primeiro formato prático de codificação de vídeo, o H.261, em 1988. Foi seguido por formatos mais populares de codificação de vídeo baseados em DCT, principalmente os padrões de vídeo MPEG da A partir de 1991.
A transformada discreta de cosseno modificado (MDCT) também é a base para o formato de compressão de áudio MP3 introduzido em 1994 e, posteriormente, o formato Advanced Audio Coding (AAC) em 1999.

### Plataformas de streaming de vídeo
YouTube foi fundado por Chad Hurley, Jawed Karim e Steve Chen em 2005. Foi uma das primeiras plataformas on-line baseadas na tecnologia de transcodificação de vídeo, que possibilitou o streaming de vídeo de conteúdo gerado por usuários de qualquer lugar da World Wide Web. Isso foi possível com a implementação de um Flash player baseado em vídeo MPEG-4 AVC com áudio AAC. Isso permitiu que qualquer formato de codificação de vídeo fosse carregado e depois transcodificado para vídeo AVC compatível com Flash, que pode ser transmitido diretamente de qualquer lugar da Web. O primeiro videoclipe do YouTube foi Me at the zoo, enviado por Jawed Karim em abril de 2005.

Posteriormente, o YouTube se tornou a plataforma de vídeo online mais popular e mudou a maneira como os vídeos eram hospedados na Web. O sucesso do YouTube levou a várias plataformas semelhantes de streaming de vídeo on-line, de empresas como Netflix, Hulu e Crunchyroll.